# Seventeen Days
Seventeen Days è il terzo album in studio del gruppo statunitense 3 Doors Down, pubblicato nel 2005 dalla Universal Records. Il pezzo Landing in London è cantato in duetto dal cantante Brad Arnold insieme a Bob Seger. La versione statunitense comprende le due tracce bonus Here Without You e Away from the Sun in versione acustica, mentre la versione britannica presenta Let Me Go sempre in versione acustica. L'album fu certificato disco di platino dopo un mese dalla sua pubblicazione.

## Tracce
Testi e musiche di Brad Arnold, Todd Harrell, Chris Henderson e Matt Roberts.
1. Right Where I Belong - 2:32
2. It's Not Me - 3:14
3. Let Me Go - 3:52
4. Be Somebody - 3:15
5. Landing in London - 4:31
6. The Real Life - 3:52
7. Behind Those Eyes - 4:19
8. Never Will I Break - 3:50
9. Father's Son - 4:12
10. Live for Today - 3:47
11. My World - 3:00
12. Here by Me - 3:47
13. Here without you (acoustic) - 3:53
14. Away from the sun (acoustic) - 3:44

## Formazione
- Brad Arnold - voce
- Matt Roberts - chitarra
- Chris Henderson - chitarra
- Todd Harrell - basso
- Daniel Adair - batteria